# Schloss Ruppertsberg
Das Schloss Ruppertsberg ist ein ehemaliges Schloss im Nordosten des Dorfes Ruppertsberg der Verbandsgemeinde Deidesheim im Landkreis Bad Dürkheim in Rheinland-Pfalz.
Die vermutlich im 13. Jahrhundert als Talburg errichtete Anlage wurde mehrfach zerstört, wiederauf- und umgebaut; sie war im Besitz von verschiedenen Adelsgeschlechtern, und nachdem sie 1794 im Ersten Koalitionskrieg niedergebrannt worden war, wurde die Ruine an Privatleute verkauft. Trotz der Zerstörungen und eingreifenden baulichen Veränderungen lässt sich die Aufteilung der alten Anlage noch in ihren Grundzügen ablesen; sie erinnert heute noch an die grundherrschaftliche Vergangenheit des Dorfes.
Die überbauten Reste des Schlosses sind in der Denkmalliste des Landes Rheinland-Pfalz als Denkmalzone eingetragen.

## Geschichte
Die Burg an der Nordostecke des Dorfes entstand möglicherweise als Nachfolgebau der Hoheburg, die westlich von Ruppertsberg lag, wo heute die Bahnlinie Neustadt–Bad Dürkheim verläuft. Die Hoheburg wurde wahrscheinlich – wie auch die neue „Untere Burg“ – von den Rittern von Ruppertsburg (Ruppertsberg) bewohnt, einem Ministerialgeschlecht, das seit dem 12. Jahrhundert nachweisbar ist. 1406 wurde die Burg wegen wirtschaftlicher Schwierigkeiten an die Herren von Hirschhorn verkauft, die Ritter von Ruppertsberg verfügten aber als Afterlehensmänner weiterhin über die Güter. Nachdem die Ritter von Ruppertsberg ausgestorben waren, wurde das Lehen an die Herren von Ingelheim, dann an die Herren von Fleckenstein vergeben.
Seit 1541 war das Anwesen im Besitz der Herren von Dalberg. Sie ließen die 1525 im Bauernkrieg zerstörte Anlage 1543 erneuern, die ihnen später als Kellerei diente. 1711 wurde die Anlage umgebaut, sowie um einen Ökonomiehof ergänzt. Das Anwesen, eine „weitschichtige wie kostspielige“ Vierflügelanlage, vermutlich mit Türmen bewehrt, mit Gräben umgeben und mit einem östlich gelegenen Schlossgarten versehen, wurde 1794 im Zuge des Ersten Koalitionskriegs niedergebrannt und ein Jahr später von den Freiherren von Dalberg an Ruppertsberger Bürger verkauft. Ihr heutiges Aussehen erhielten die Gebäude im Wesentlichen durch die anschließenden Wiederaufbaumaßnahmen.

## Baubestand
Von dem einstigen Schloss ist nicht viel erhalten geblieben. Die Gräben, die einst die Anlage umschlossen, 1836 laut einem Katasterblatt noch vorhanden, wurden mittlerweile aufgefüllt und zum Teil überbaut. Nachdem die Überbleibsel der Anlage 1795 verkauft worden waren, wurde der Besitz aufgeteilt und es entstanden mehrere Privathäuser auf den alten Resten, dazu zählen die Gebäude in der Von-Dalberg-Straße mit den Hausnummern 13, 19, 19a, 26, 26a, 28 und 30.
Bei dem Gebäude mit der Nummer 26 im Osten der Anlage kann man sein hohes Alter noch an den Buckelquadern erkennen (an der nicht verputzten nordöstlichen Ecke), die teilweise mit Randschlag und Zangenlöchern versehen sind und möglicherweise aus staufischer Zeit stammen. Unter dem Gebäude befindet sich ein Hochkeller mit Tonnengewölbe. Bei der Außentreppe im Süden sind einige Spolien vermauert, überwiegend solche aus der Barockzeit.
Die Gebäude mit den Nummern 28 und 30 bildeten einst den Nordflügel der Anlage; hier findet man geohrte Fenster, das Mauerwerk stammt teilweise wohl aus dem 18. Jahrhundert.
Westlich der Schlossanlage standen Ökonomiegebäude, im 18. Jahrhundert errichtet, heute mit der Adresse Von-Dalberg-Straße 13. In den Hof gelangt man durch ein Rundbogentor, das 1954 renoviert wurde. Bei dem Gebäudeteil im Süden findet sich die Ankerzahl 1711 und eine Inschrift, die besagt, dass Franz Eckenbert II. von Dalberg die Wirtschaftsgebäude und die Gartenmauer errichten ließ, verknüpft mit dem Wunsch, dass Gott die Anlage schützen möge.

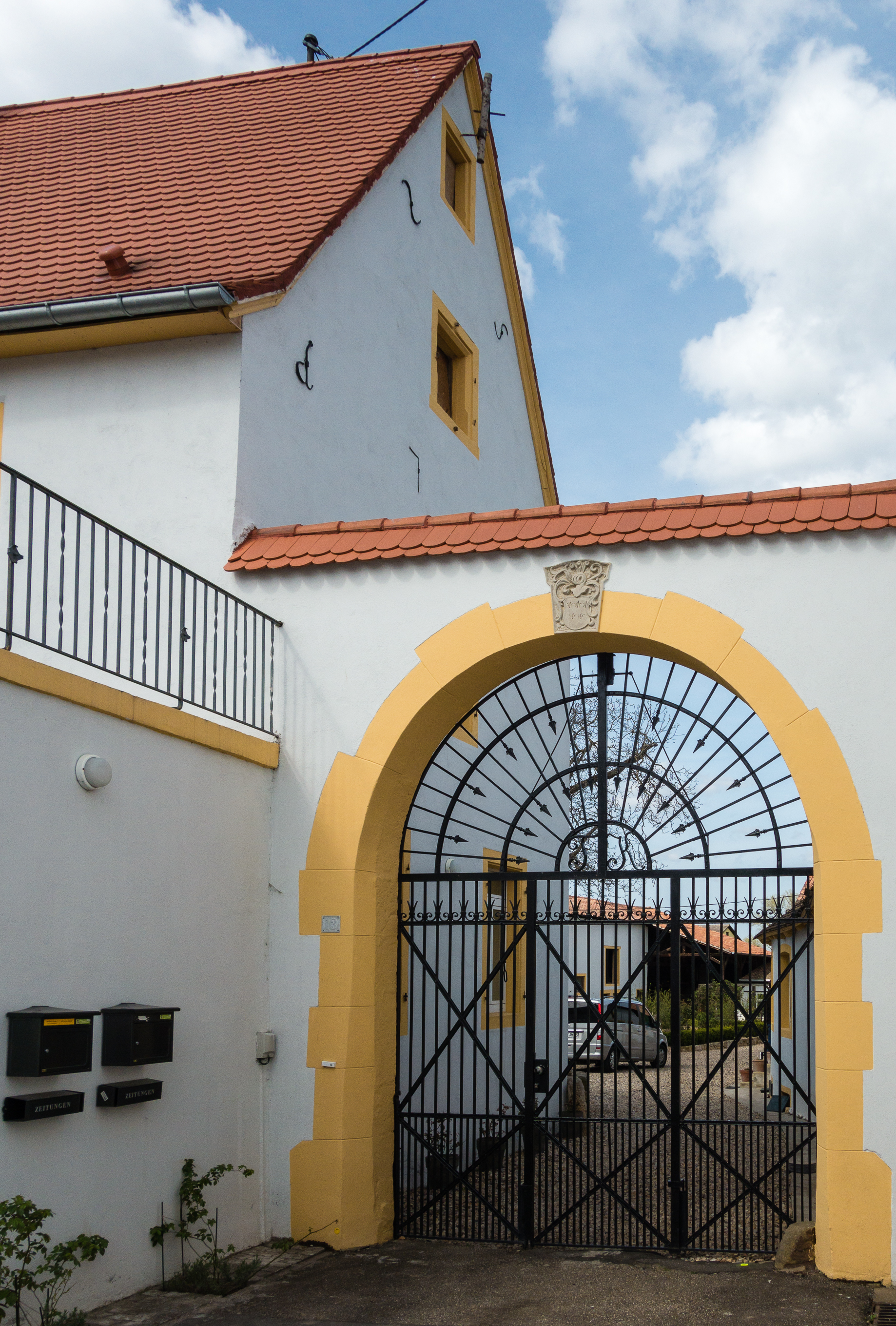
Von-Dalberg-Straße 13, Rundbogentor
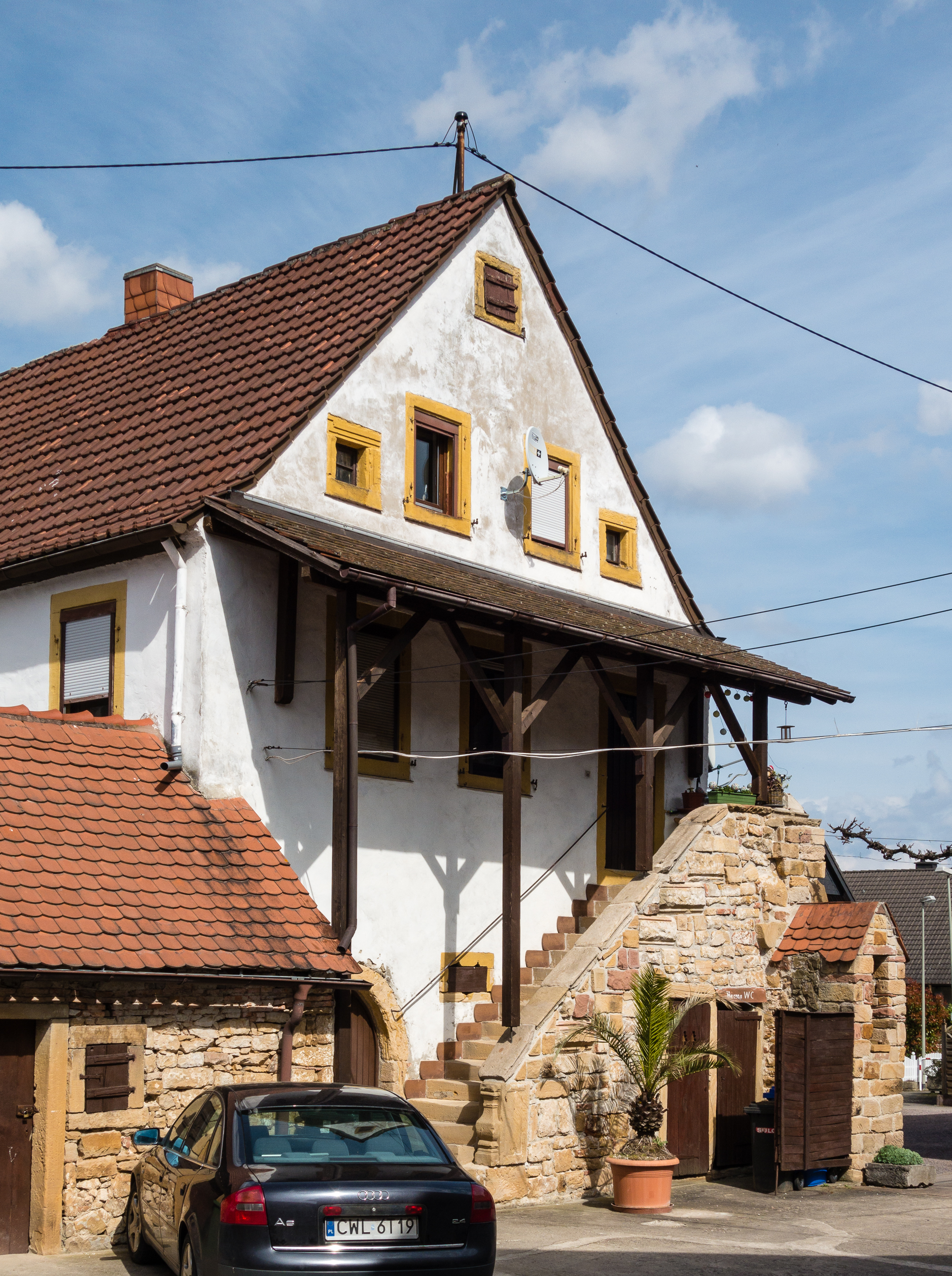
Von-Dalberg-Straße 26, Außentreppe mit vermauerten Spolien
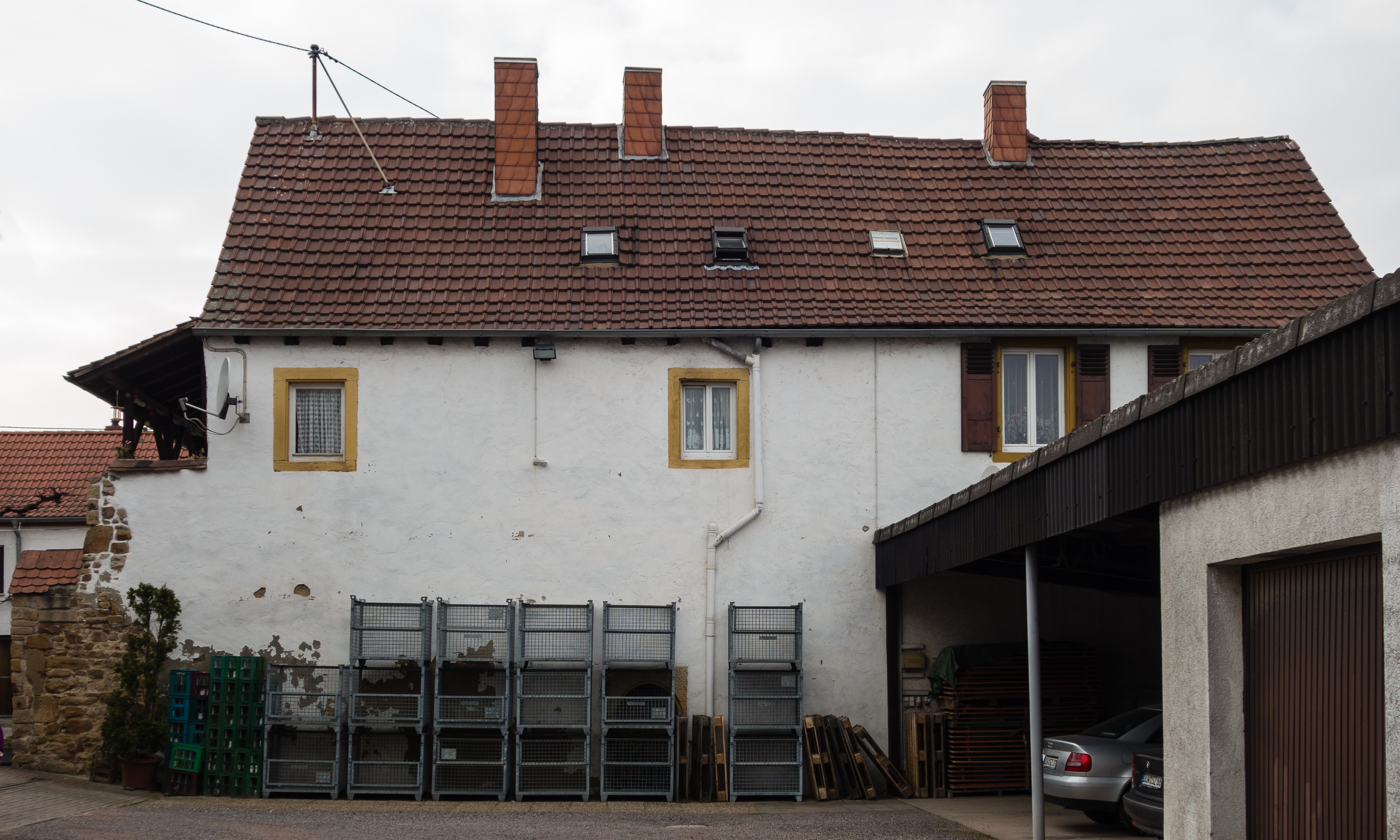
Von-Dalberg-Straße 26, hier war früher der Ostflügel des Schlosses
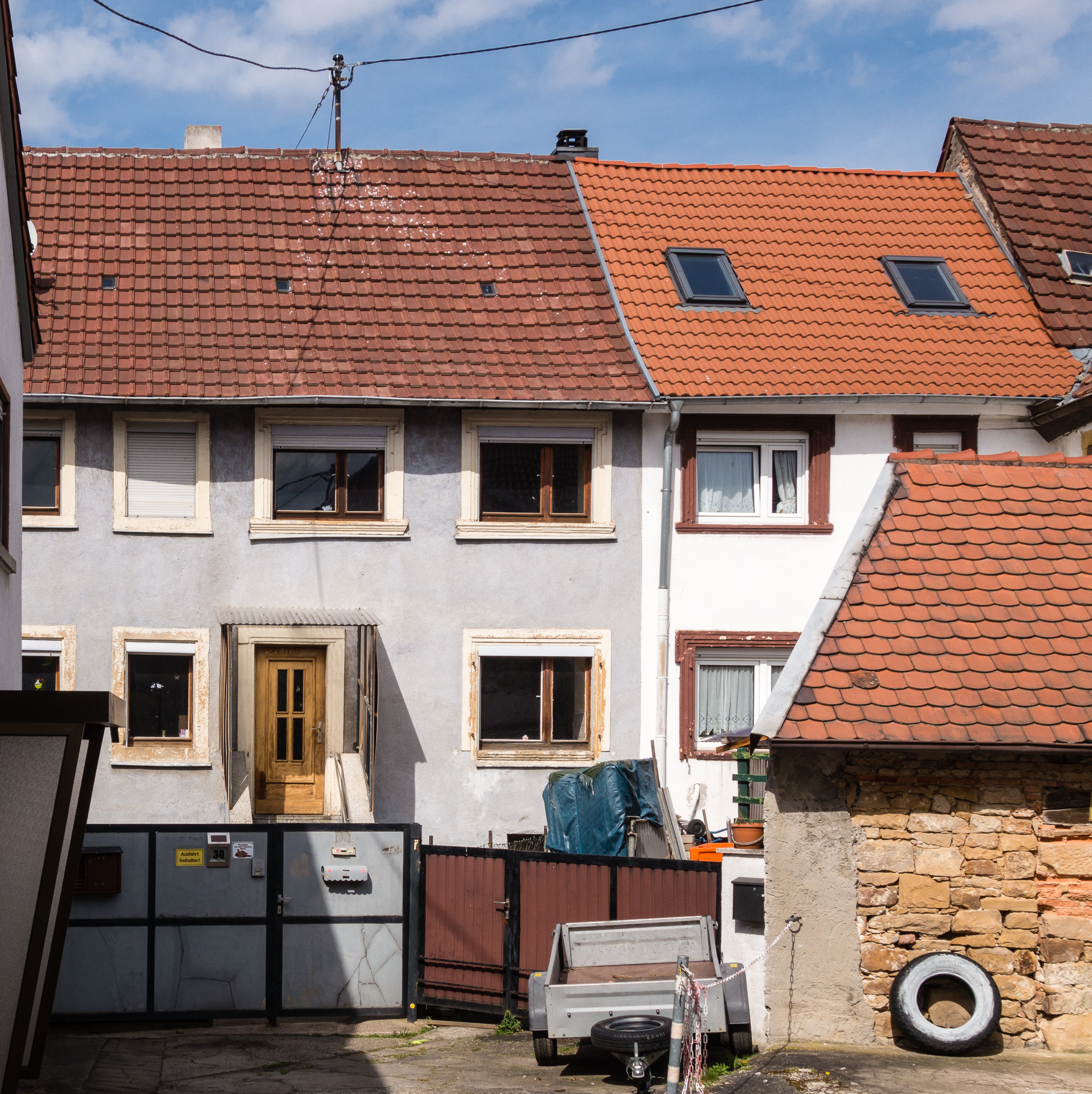
Von-Dalberg-Straße 28 und 30, hier war früher der Nordflügel des Schlosses